# Championnat de Pologne féminin de football 2005-2006
Navigation
Édition précédente Édition suivante
Le Championnat de Pologne de football féminin 2005-06 commence le 6 août 2005, sur un système aller-retour où les différentes équipes s'affrontent deux fois par phase. Le AZS Wrocław reste champion.

## Nouvelle ligue
L'année dernière encore, le championnat I Liga (Première Ligue) rassemblait les 10 meilleures équipes féminines. Cette saison nouvelle voit la création de l' Ekstraliga. Il n'y a pas d'autres promues que les 6 premières équipes du championnat précédent, les 4 suivantes restent donc en I Liga.

## Clubs participants
- AZS Wrocław
- Medyk Konin
- Cisy Nałęczów
- ZTKKF Stilon Gorzów Wielkopolski
- Czarni Sosnowiec
- Atena Poznań

## Classement
| Rang | Équipe                           | Pts | J  | G  | N | P  | Bp | Bc | Diff |
| ---- | -------------------------------- | --- | -- | -- | - | -- | -- | -- | ---- |
| 1    | AZS Wrocław (T)                  | 49  | 20 | 15 | 4 | 1  | 76 | 9  | +67  |
| 2    | Medyk Konin                      | 43  | 20 | 14 | 1 | 5  | 53 | 26 | +27  |
| 3    | Czarni Sosnowiec                 | 37  | 20 | 11 | 4 | 5  | 39 | 21 | +18  |
| 4    | Cisy Nałęczów                    | 24  | 20 | 7  | 3 | 10 | 27 | 27 | 0    |
| 5    | ZTKKF Stilon Gorzów Wielkopolski | 16  | 20 | 5  | 1 | 14 | 13 | 68 | -55  |
| 6    | Atena Poznań                     | 10  | 20 | 4  | 1 | 18 | 11 | 68 | -57  |

| Légende : Qualifications et relégations | Légende : Qualifications et relégations                        |
| --------------------------------------- | -------------------------------------------------------------- |
|                                         | Coupe féminine de l'UEFA 2006-2007 (Première phase de groupes) |
|                                         | Barrages de relégation contre le 2e de 2e division             |
|                                         | Relégation en 2e division                                      |
|                                         | (T) : Tenant du titre 2004-2005 (P) : Promu en 2005-2006       |

## Meilleures buteuses
- Anna Gawrońska, est élue meilleure buteuse du championnat avec 11 buts (Medyk Konin)
- Stachowska (Medyk Konin), 9 buts
- Żyła (AZS Wrocław), 8 buts